# دریاچه قامیستی
دریاچه قامیستی (قزاقی: Қамысты) یک دریاچه در استان قزاقستان شمالی کشور قزاقستان است.